# Chùa Kim Liên
Chùa Kim Liên (Chữ Hán: 金蓮寺, Kim Liên tự) là ngôi chùa nằm trên một doi đất bằng phẳng trong làng Nghi Tàm, phường Quảng An, quận Tây Hồ (trước là xã Quảng An, huyện Từ Liêm), thành phố Hà Nội. Cuốn sách Văn hóa Việt Nam tổng hợp 1989-1995 (do Ban Văn hóa Văn nghệ Trung ương xuất bản tại Hà Nội năm 1989) đánh giá: Chùa Kim Liên là một trong 10 di tích kiến trúc cổ đặc sắc nhất Việt Nam.

## Lịch sử
Vào thời Lý, vua Lý Thần Tông (1128-1138) cho lập ở vị trí này một cung điện mang tên cung Từ Hoa để Từ Hoa công chúa cùng các cung nữ trồng dâu, nuôi tằm, dệt vải nằm bên trong khu vực có tên là Trại Tằm Tang. Khi công chúa qua đời, trên nền cũ của cung điện dựng lên một ngôi chùa.
Sang thời Trần, trại Tằm Tang đổi thành phường Tích Liên và chùa được mang tên Đống Long. Đến thời Lê chùa mang tên Đại Bi. Tấm bia trong chùa dựng thời vua Lê Nhân Tông ghi rõ: "năm Thái Hòa thứ nhất (tức năm 1443) dựng chùa, gọi là chùa Đại Bi".
Năm 1771 đời Lê Cảnh Hưng chùa được trùng tu, sửa chữa lớn và mang tên Kim Liên Tự (chùa Kim Liên).
Năm 1792, đời vua Quang Trung, chùa được xây dựng lớn, về diện mạo cơ bản giống như hiện nay.
Năm 1793 cũng đời vua Quang Trung chùa đã hoàn tất về diện mạo.

## Kiến trúc
Từ xa nhìn lại .tam quan của chùa Kim Liên toát lên một vẻ đẹp thầm kín và kiêu hãnh với kiến trúc gỗ độc đáo: một hàng bốn cột gỗ tròn, bên trên có hệ con sơn đua rộng ra phía tầng dưới, thu hẹp dần ở tầng tên đỡ bộ vì mái với những tàu đao vút cong. Đôi cột cái ở giữa to cao nâng dải mái vươn lên tạo thành cổng lớn, cao rộng hơn hai cổng hai bên. Kiến trúc tam quan của chùa còn có những bức chạm nổi trên mặt gỗ với hình rồng, hình hoa lá tinh xảo, uyển chuyển.
Phong cách kiến trúc của chùa Kim Liên, có lẽ do ảnh hưởng từ nguồn cội là một vị trí cung điện và thờ một tôn thất nhà Lý, nên đượm dáng vẻ cung đình. Bố cục của chùa bao gồm một trục đối xứng từ tam quan đến nhà Tổ. Từ tam quan đi vào một khoảng sân dẫn vào ba nếp chùa xếp song song theo hình chữ "tam" (三), thứ tự từ chùa Hạ, chùa Trung quay mặt về hướng Tây đến chùa Thượng quay mặt về phía Đông. Ba lớp chùa được liên kết với nhau bằng tường gạch để trần có trổ cửa sổ tròn lồng chữ nhà Phật.
Mái chùa Kim Liên lợp ngói với cấu trúc hai tầng theo kiểu chồng diêm. Mỗi nếp 8 mái, có tám tàu đao hình rồng uốn cong. Chân cột kê trên đá tảng chạm hình hoa sen cách điệu.

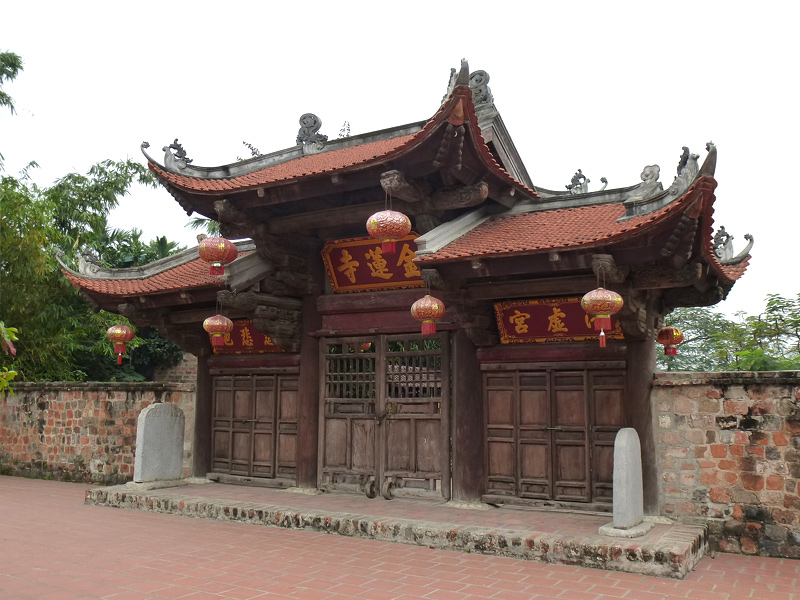
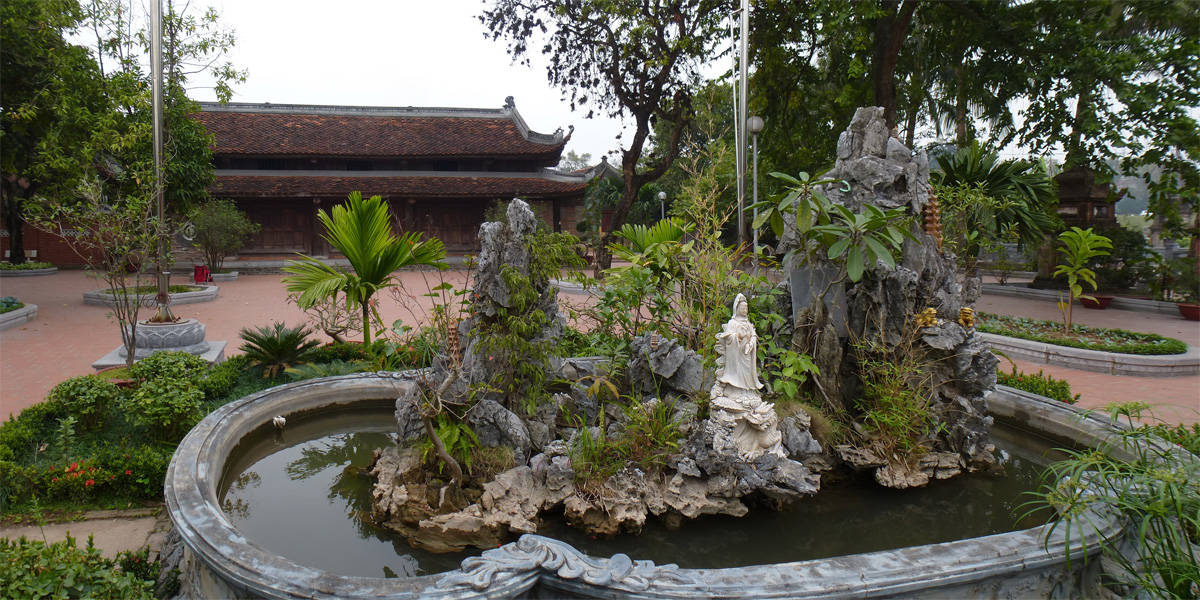
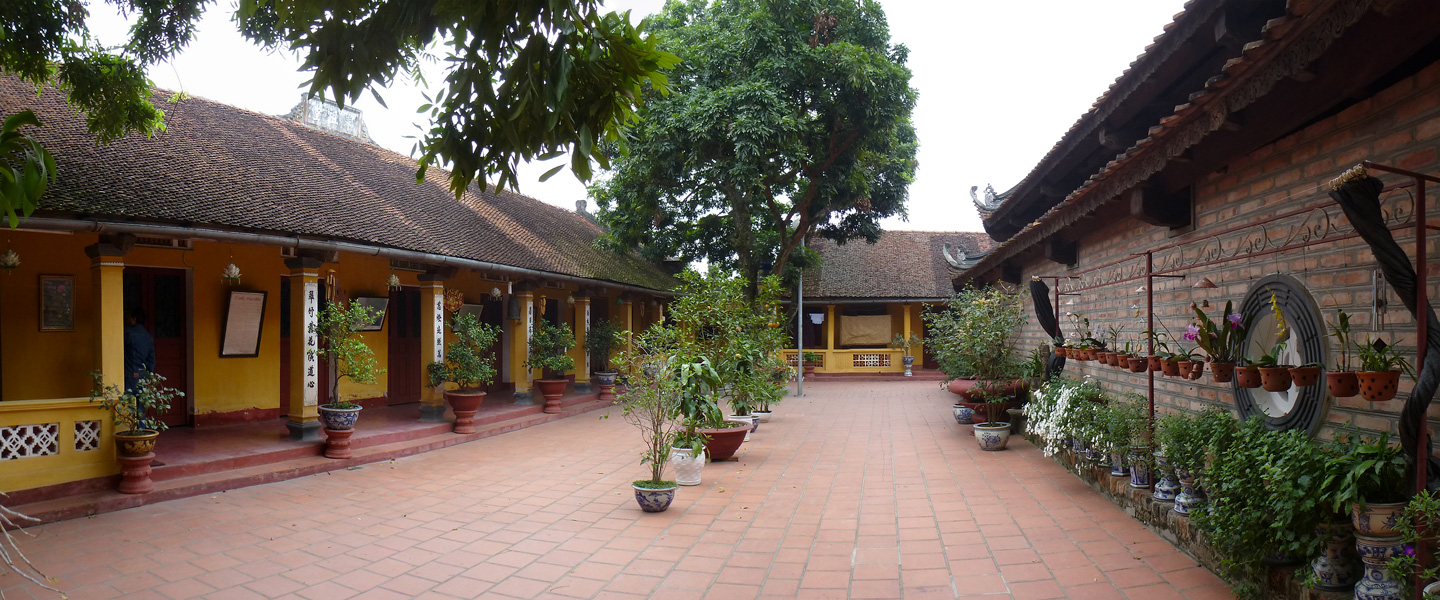

## Hiện vật
Bên trong chùa Kim Liên có nhiều pho tượng rất đẹp, các pho tượng Phật được bày thành hai lớp, trên cùng là bộ Tam thế, tiếp theo là tượng A-di-đà, tượng Quan Thế Âm và tượng Đại thế chỉ ở hai bên cùng A Nan Đà, Ca diếp là hai đại đệ tử của Đức Phật. Lớp dưới là Quân âm chuẩn đề, tượng Ngọc Hoàng, dưới cùng là tòa Cửu Long. Ngoài ra, chùa Kim Liên còn có tượng Tĩnh đô vương Trịnh Sâm, người đã cấp tiền hưng công tu tạo chùa năm Cảnh Hưng thứ 32 (1771). Các pho tượng đều mang phong cách điêu khắc thế kỷ 18-19.
Chùa còn lưu giữ được một tấm bia cổ hiện dựng phía bên phải cổng chùa trên bệ đá hình vuông, dù năm tháng đã làm phai mờ nhiều nét chữ nhưng còn xem được niên hiệu: Thái Hòa tam niên Ất Sửu, tức năm 1445 thời Lê Nhân Tông. Đây là tấm bia cổ nhất ở Hà Nội hiện nay.

## Chùa Kim Liên trong thi văn
Danh sĩ Phạm Đình Hổ đả ghi lại trong Tang thương ngẫu lục về cảnh đẹp chùa Kim Liên như sau: "...chùa xoay lương ra sông Nhị, hồ Tây quanh trước mắt, khói sóng man mác, trời nước một màu...", "... phía bên trái có mấy gò nổi, tháp gạch xây ở trên, khóm trúc, cội tùng phơ phất... ".

## Trụ trì
- Ni Trưởng Thích Đàm Thành: sinh năm 1956, Phó ban đặc trách ni giới Trung ương GHPGVN